# Faro Cabo San Pío
El faro Cabo San Pio se encuentra en la ubicación 55°03′00″S 66°31′00″O / -55.05000, -66.51667 frente a la isla Nueva, en la costa de la margen norte del Canal Beagle, en el departamento Ushuaia de la provincia de Tierra del Fuego, Antártida e Islas del Atlántico Sur (Argentina). Se encuentra sobre el cabo del mismo nombre, sobre una costa acantilada con angostas playas y un acceso muy dificultoso desde el mar.
La construcción se inició en el mes de marzo de 1919 bajo la supervisión del Teniente de Fragata Francisco Stewart de la embarcación A.R.A. “Piedra Buena” contando con 34 albañiles, 2 peones albañiles, 3 peones, 1 cocinero y 2 foguistas. El faro fue construido en 10 días y para el 20 de marzo ya le habían dado dos manos de cal blanca. Es una torre cónica de 8 metros de altura y es ligeramente curvilínea siendo librado al servicio el 22 de marzo de 1919.
Se trata de una torre cónica, a franjas blancas y rojas, de 8 metros de altura. El alcance luminoso actual es de 9,2 millas náuticas (17,0 km), mediante energía solar fotovoltaica (con paneles solares y baterías), equipo instalado en marzo de 1985.
El nombre del cabo alude a la corbeta San Pío con la cual el teniente de fragata Juan José de Elizalde y Ustáriz realizó en 1790 una expedición a las costas orientales de Tierra del Fuego. En el mes de febrero de 1791 enviaron una lancha desde Bahía Aguirre que llega el día 3 de ese mes a una punta que identifica como sin nombre. Sin embargo la distancia consignada por Elizalde no coincide con la medible desde Bahía Aguirre por lo que la identificada por la expedición no sería la que hoy lleva dicho nombre. La expedición de Robert Fitz Roy en el siglo XIX es la que le otorga el actual nombre es este accidente geográfico.